# 772. pr. Kr.
◄ | 9. stoljeće pr. Kr. | 8. stoljeće pr. Kr. | 7. stoljeće pr. Kr. | ►
◄ | 800-ih pr. Kr. | 790-ih pr. Kr. | 780-ih pr. Kr. | 770-ih pr. Kr. | 760-ih pr. Kr. | 750-ih pr. Kr. | 740-ih pr. Kr. | ►
◄◄ | ◄ | 775. pr. Kr. | 774. pr. Kr. | 773. pr. Kr. | 772 pr. Kr. | 771. pr. Kr. | 770. pr. Kr. | 769. pr. Kr. | ► | ►►
Astronomija

## Događaji
- Ašurdan III. je naslijedio kralja Salamanasara IV. na asirijskom prijestolju. Ašurdan III. također kao ni Salamanasar IV. nije uspio obuzdati separatističke pokrete.